# Raphael Freienstein
Raphael Freienstein (* 8. April 1991 in Marburg) ist ein ehemaliger deutscher Radrennfahrer.

## Werdegang
Raphael Freienstein war seit 2004 als Radsportler aktiv, auf der Straße, dem Mountainbike sowie bei Querfeldeinrennen. Ab 2012 fuhr er mit Unterbrechungen für verschiedene Continental Teams. Bei den deutschen Straßenmeisterschaften 2012 belegte er im Straßenrennen der Elite Rang neun.
2016 wechselte Freienstein zum Team Kuota. Dort gelang ihm im Mai 2016 mit dem Sieg bei der zweiten Etappe der Flèche du Sud sein größter internationaler Erfolg. In der Gesamtwertung der Rundfahrt belegte er schließlich Rang zwei.
2017 errang er zwei deutsche Meistertitel: im Mannschaftszeitfahren der deutschen Straßenmeisterschaften sowie im Bergrennen. Außerdem gewann er die Gesamtwertung der Rad-Bundesliga 2017. Anschließend beendete er seine internationale Karriere als Aktiver, da es ihm nicht gelang, einen Vertrag bei einem WorldTeam oder Professional Continental Team zu erhalten.
Freienstein zog anschließend nach Australien, um sein Studium im Fach International Management abzuschließen. In Victoria schloss er sich parallel zu seinem Studium der regionalen Mannschaft Inform-Make Racing an, für die er die bedeutendste australische Rennserie National Road Series gewann und damit einen Startplatz beim UCI-WorldTour-Rennen Cadel Evans Great Ocean Road Race sicherte.
Raphael Freienstein ist der Sohn des ehemaligen Radrennfahrers und heutigen Trainers Thomas Freienstein.

## Erfolge
2016
- eine Etappe Flèche du Sud

2017
- Deutscher Meister – Berg
- Deutscher Meister – Mannschaftszeitfahren
- Gesamtwertung Rad-Bundesliga